# Moda Center
Das Moda Center ist eine Multifunktionsarena in der US-amerikanischen Stadt Portland im Bundesstaat Oregon. Sie dient hauptsächlich als Spielstätte der Portland Trail Blazers (NBA). Auch die Portland Winterhawks (WHL) und die Portland Thunder (AFL) nutzen u. a. die Halle für ihre Heimspiel. Es finden des Weiteren auch zahlreiche andere Veranstaltungen statt. Bis August 2013 trug die Veranstaltungsstätte den Namen Rose Garden oder auch Rose Garden Arena.

## Geschichte
Die Arena wurde am 12. Oktober 1995 offiziell eröffnet und wurde Rose Garden genannt, um sowohl Portlands Ruf als Stadt der Rosen widerzuspiegeln, als auch den Zusammenhang zu so wichtigen Arenen in der Geschichte des Basketball wie dem Madison Square Garden oder dem Boston Garden herzustellen. Die Arena wurde in nächster Nähe zum Veterans Memorial Coliseum, in dem die Trail Blazers von 1970 bis 1995 ihre Heimspiele austrugen, erbaut.
Bis August 2013 war die Halle eine der wenigen Arenen in der NBA, welche die Sponsoringrechte nicht verkauft hatten. Seit Mitte August 2013 trägt der Rose Garden den Namen der in Portland ansässigen Krankenversicherung Moda Health. So lautet der offizielle Name Moda Center. Man einigte sich auf einen Zehnjahresvertrag.
Insgesamt verfügt die Arena über 15.540 permanente Sitzplätze (inklusive Logen), welche je nach Konfiguration durch Hinzufügen von temporären Sitzen und durch Stehplätze auf maximal 20.630 Plätze erweitert werden kann.
Des Weiteren verfügt das Moda Center über eine hervorragende Akustik, welche ihn zu einem beliebten Ort für Konzerte und ähnliche Veranstaltungen macht.

## Galerie

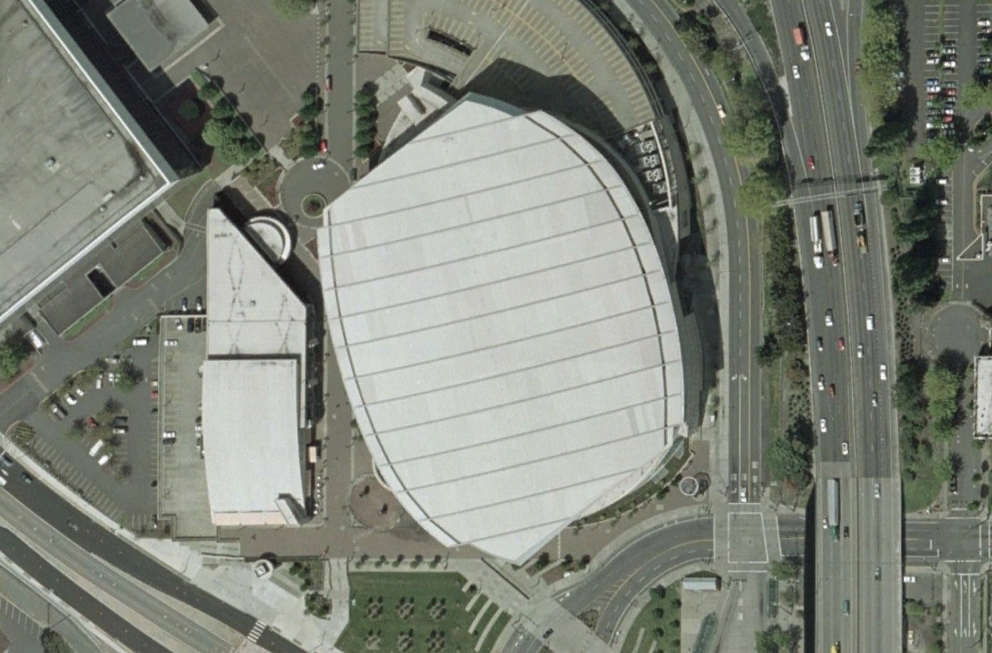
Satellitenbild des Moda Center (Oktober 2006)
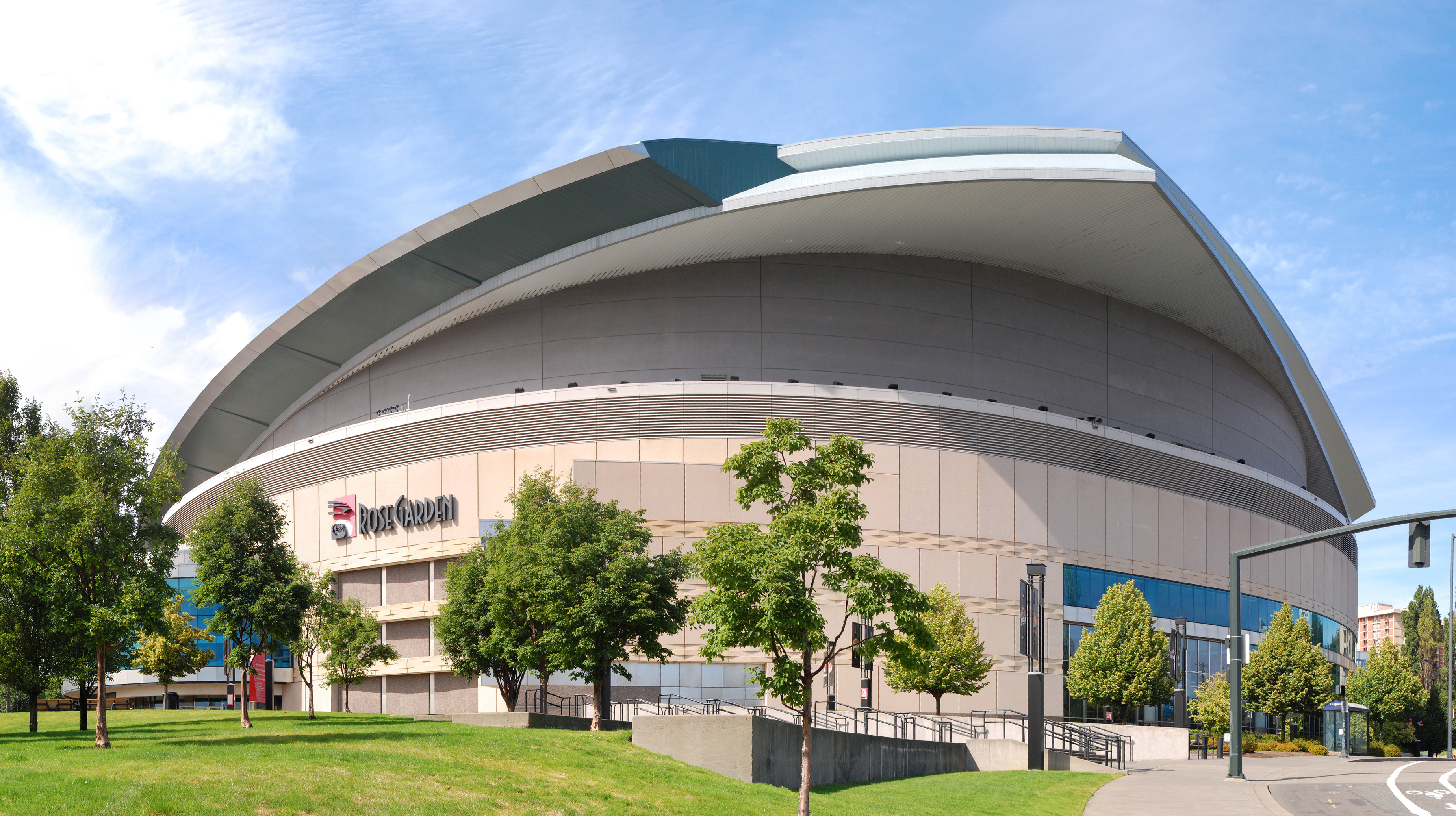
Außenansicht (Juni 2007)
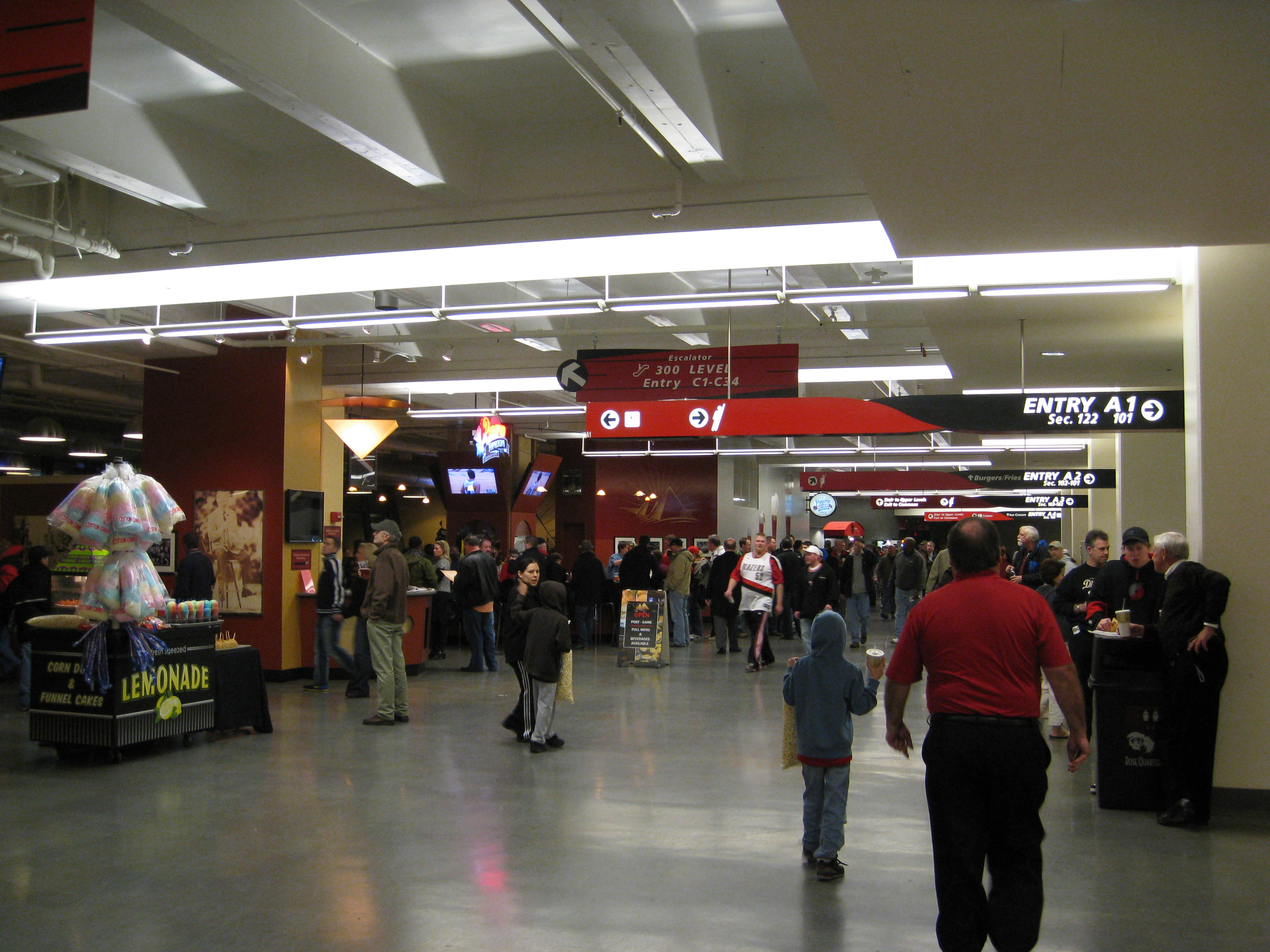
Umlauf der Halle (März 2009)
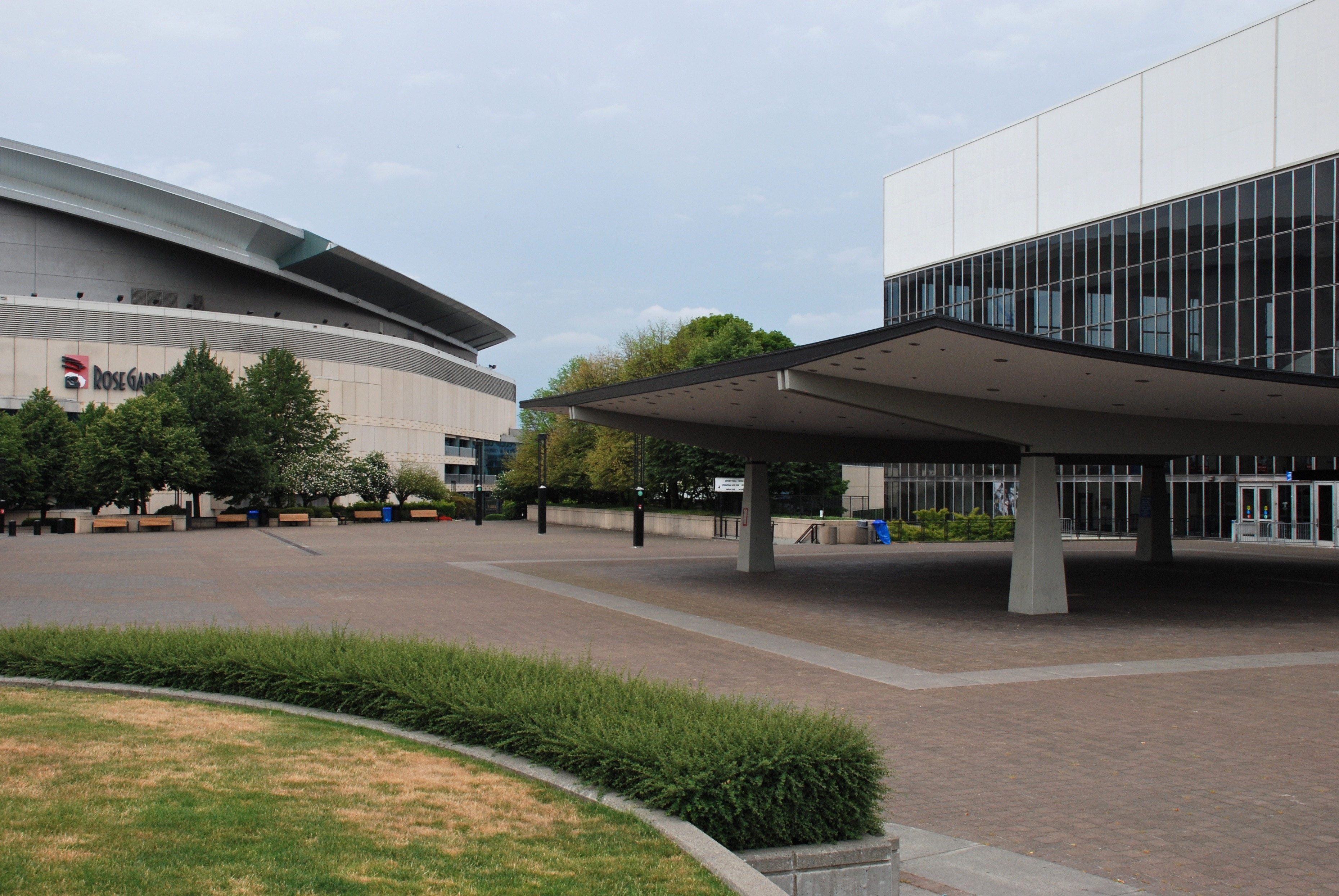
Links das Moda Center und rechts das 1960 eröffnete Veterans Memorial Coliseum (August 2013)
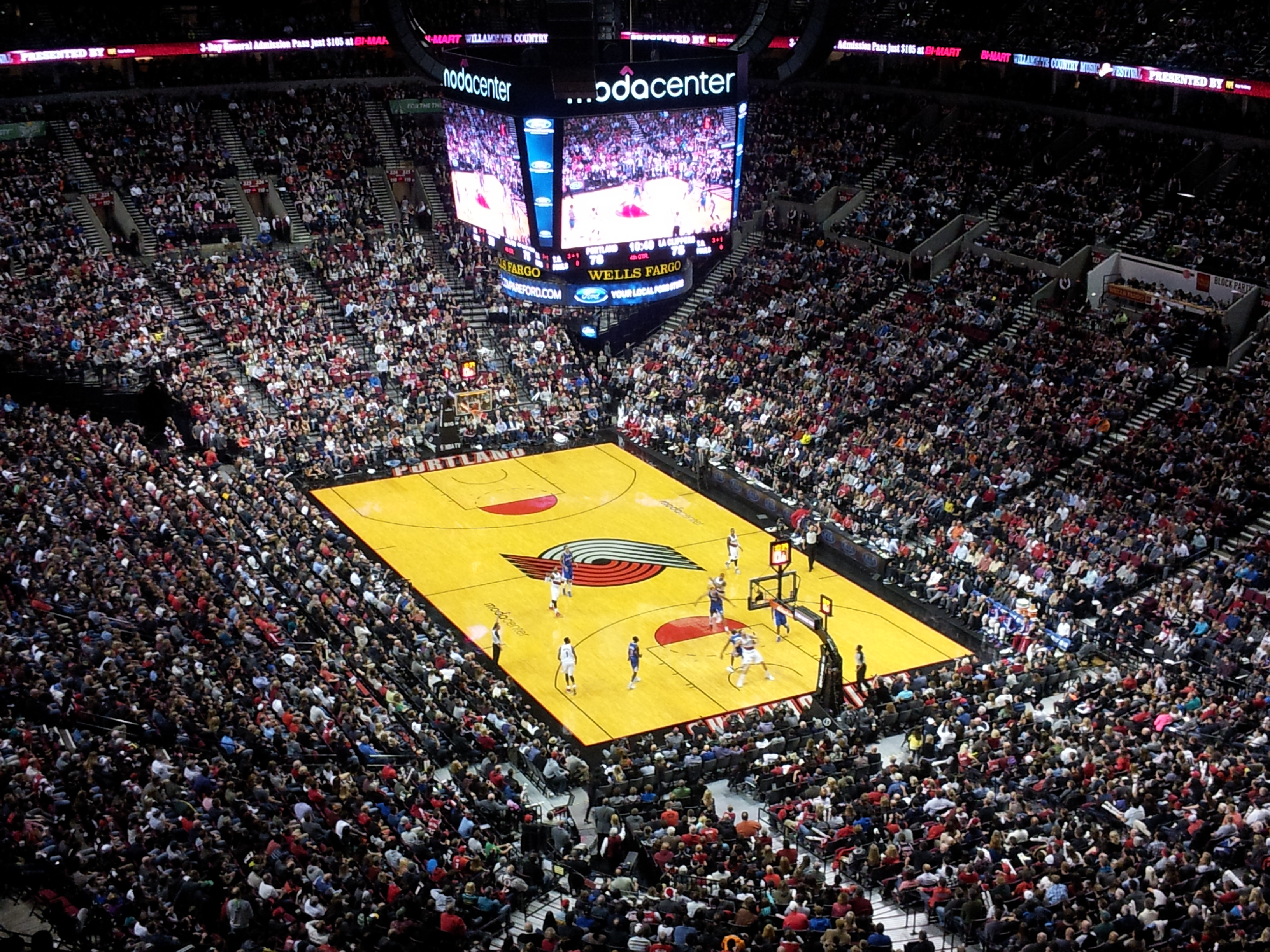
Spiel der Trail Blazers im Moda Center (Dezember 2013)
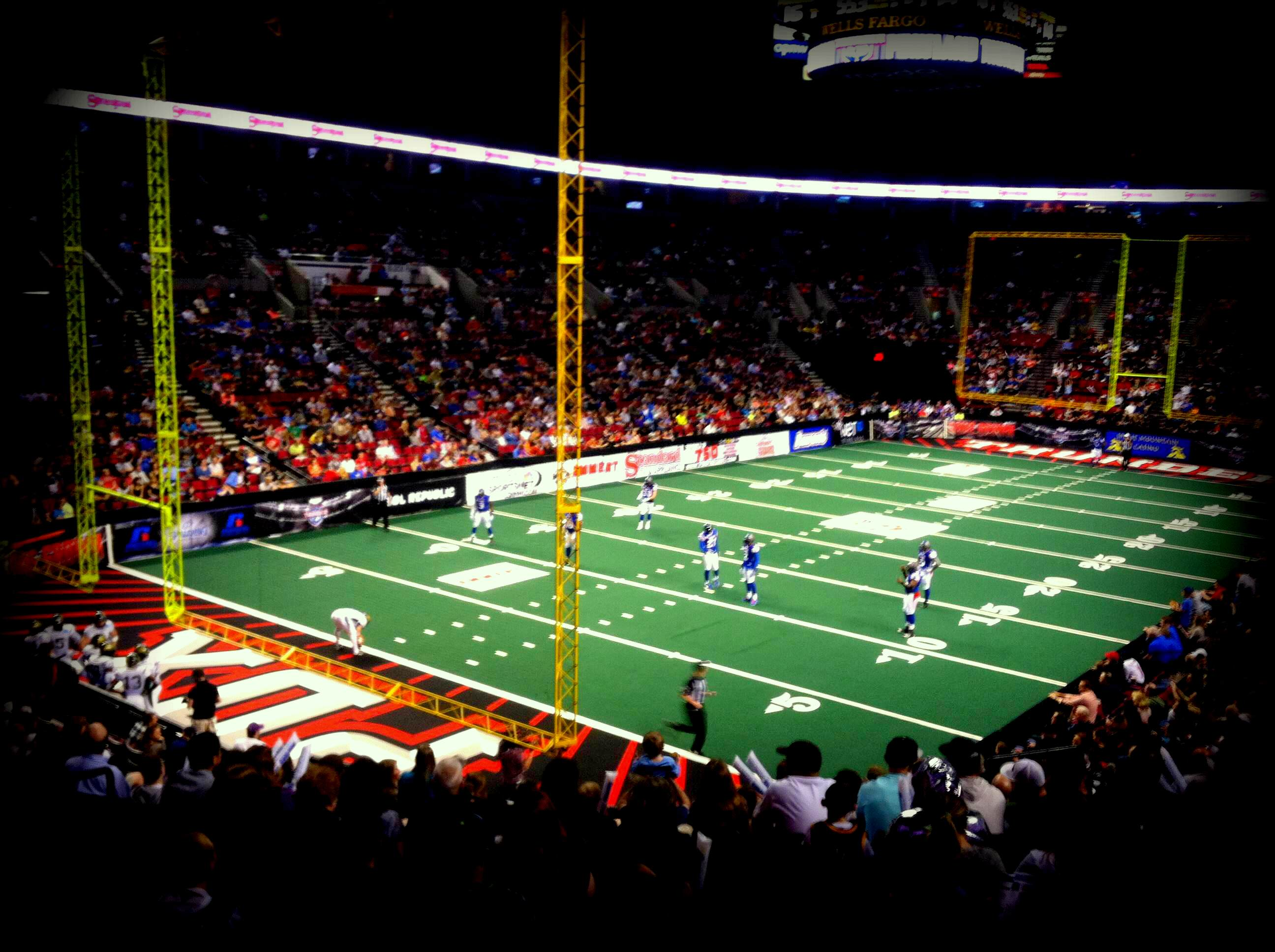
Arena-Football-Spiel der Portland Thunder gegen die San Jose SaberCats (32:38) am 18. April 2014
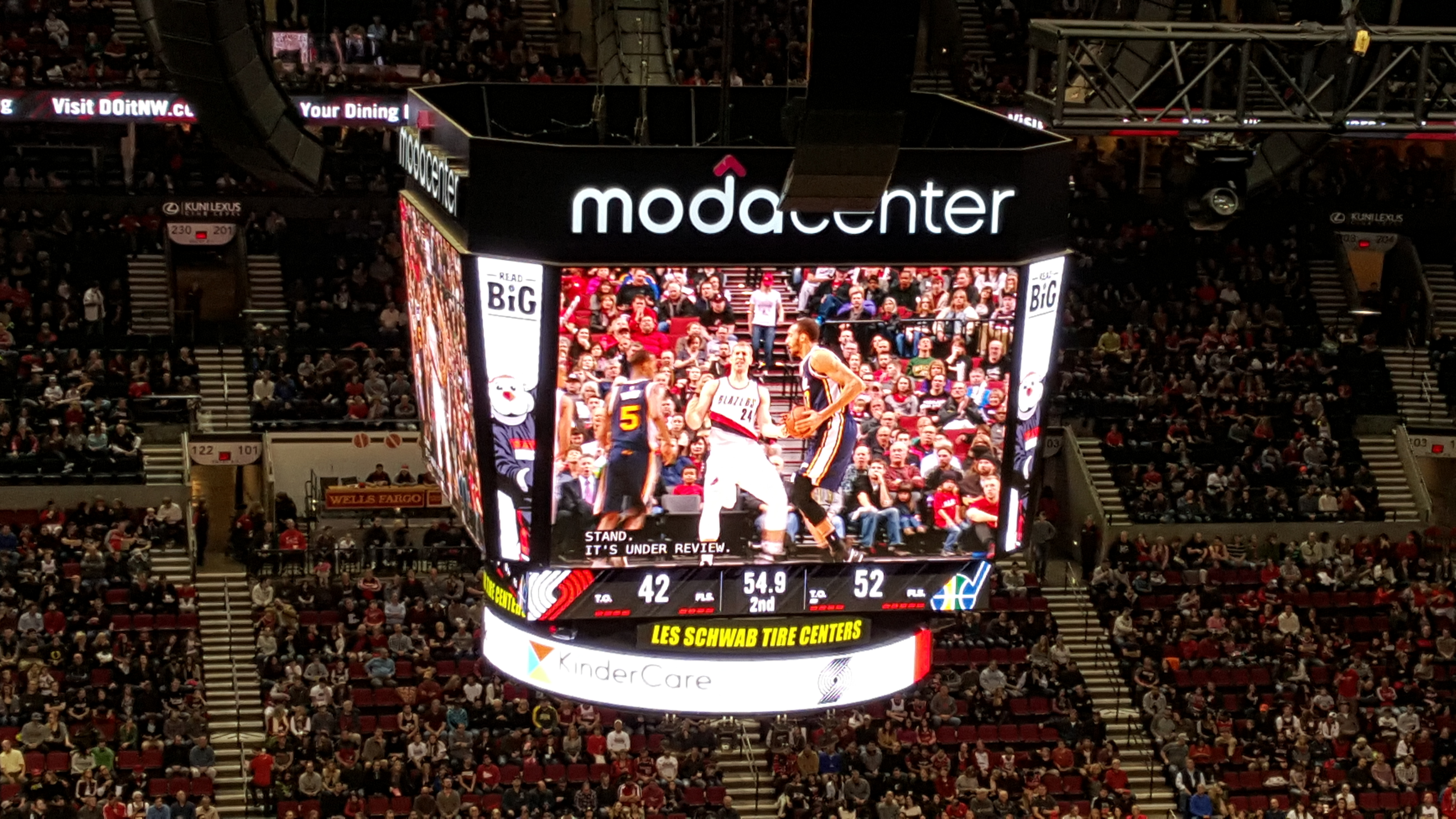
Der Videowürfel unter der Hallendecke (Februar 2016)